# Come due soli in cielo
Come due soli in cielo è un album del cantautore italiano Amedeo Minghi, pubblicato nel 1994.

## Tracce
Testi di Pasquale Panella (tranne dove indicato), musiche di Amedeo Minghi.
1. Due soli in cielo – 4:14
2. Mio sole mio – 6:00
3. Asia – 6:06 (testo: Miyako Negi traduzione di Massimiliano Ottocento e arrangiamento Amedeo Minghi)
4. Gelosi amori miei – 5:07
5. Tempo di abbracci e baci – 3:47
6. Dimenticarti mai più – 4:59
7. Viceré – 4:34
8. Girotondo dell'amore – 6:51

## Classifiche

### Classifiche settimanali
| Classifica (1994) | Posizione massima |
| ----------------- | ----------------- |
| Europa            | 67                |
| Italia            | 6                 |